# Vulkanisch glas

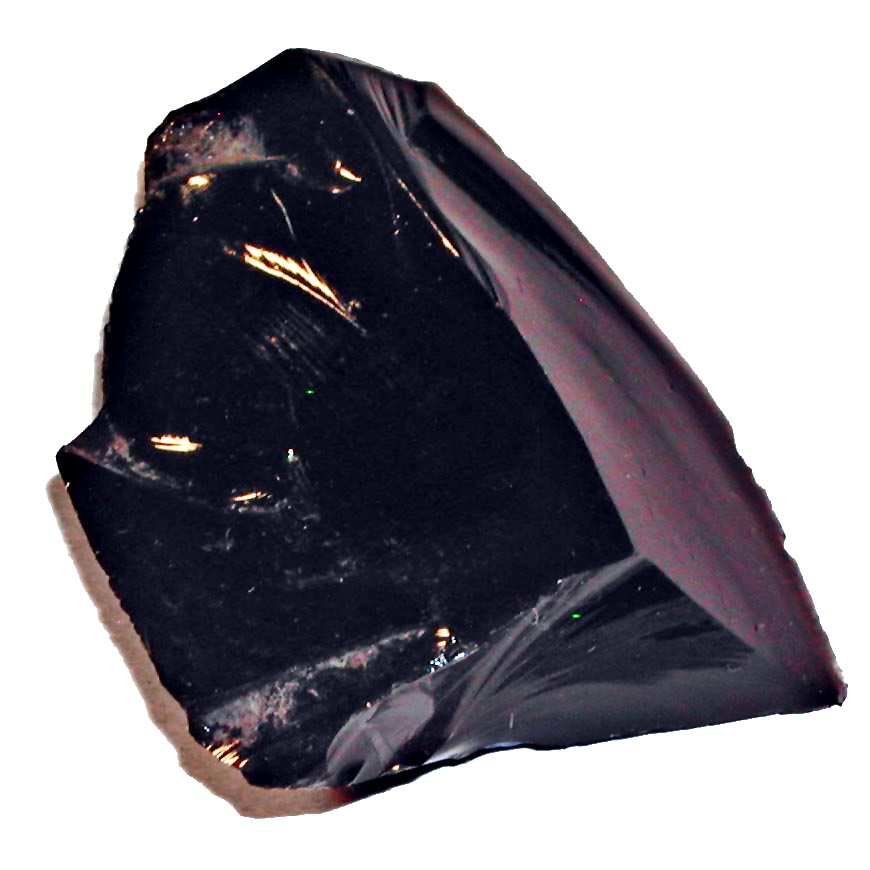
Obsidiaan, een bekend vulkanisch glas

Vulkanisch glas is een type glas dat wordt gevormd als uitvloeiingsgesteente of in vulkanoclastische sedimenten en wordt gekenmerkt door de amorfe textuur. Doordat er bij de uitbarsting van vulkanen geen tijd is geweest om kristallen te laten groeien, is er glas ontstaan.

## Eigenschappen
De mineralogie van het glas kan variëren, doorgaans bestaat het glas uit mineralen die in de Bowen-reactiereeks als laatste uitkristalliseren. Meestal bestaat het glas uit kwarts. De meest bekende variant van vulkanisch glas is obsidiaan, dat doorgaans zwart van kleur is, maar ook andere kleuren kan aannemen.

## Voorkomen
Vulkanisch glas komt voor in die gebieden waar zich extrusief vulkanisme heeft voorgedaan door de geologische geschiedenis heen. Het kan voorkomen als aparte voorkomens en zo een heel gesteente vormen, meestal is het onderdeel van de grondmassa van andere stollingsgesteenten als picriet, meimechiet of ignimbriet. Ook in tuffieten worden stukjes vulkanisch glas gevonden.